# Тришкалюк Сергій Ростиславович
Сергі́й Ростисла́вович Тришкалю́к (1993—2024) — молодший лейтенант ССО, кавалер ордена «За мужність» ІІІ ступеня (посмертно).

## Життєпис
Народився 18 жовтня 1993 в Тернополі.
Навчався у Тернопільській школі № 22.
Навчався в аспірантурі ЗУНУ за спеціальністю «Інженерія програмного забезпечення».
Захищав Україну з 2019 року, молодший лейтенант ССО, командир розвідувальної групи.
Загинув 1 березня 2024 під час виконання бойового завдання на Сумщині, внаслідок авіаудару. Залишилися дружина Ліза, син Матвій та донька Соломійка.

## Нагороди і вшанування
- Орден «За мужність» III ступеня
- Нагрудний знак «За зразкову службу» (МОУ)
- Почесний громадянин Тернополя (19.04.2024; посмертно)[4]
- Почесний громадянин Тернопільської області (29.10.2024; посмертно)[5].
- Іменна вогнепальна зброя[6]
- 9 грудня 2024 року у Тернополі на бульв. Симона Петлюри, 10 відкрили меморіальну дошку на честь Сергія Тришкалюка. Меморіальний знак було встановлено на фасаді будинку, в якому захисник проживав з народження[7].